# Barbatula zetensis
Barbatula zetensis е вид лъчеперка от семейство Nemacheilidae. Видът не е застрашен от изчезване.

## Разпространение
Разпространен е в Албания и Черна гора.

## Описание
На дължина достигат до 6,6 cm.
Продължителността им на живот е около 2 години.